# Шведов Віталій Леонідович
Віталій Леонідович Шведов (нар. 22 жовтня 1940, Миколаїв (Миколаївська область), УРСР — пом. 20 травня 2015, Миколаїв, Україна) — радянський, білоруський та український тренер з фристайлу, заслужений тренер СРСР.

## Життєпис
Працював тренером з акробатики і стрибків на батуті. Був одним із засновників фристайлу в СРСР.
Старший тренер збірної СРСР (1987—1991). Головний тренер збірної України з фристайлу (1992—1998), старший тренер збірної Білорусі (1998—2004). Підготував 10 учасників Олімпійських ігор, 6 чемпіонів світу серед кадетів. Був тренером олімпійської чемпіонки зимових Олімпійських ігор в Сочі (2014 року) Алли Цупер, чемпіона зимових Ігор у Ванкувері (2010) Олексія Гришина. Під його керівництвом тренувалися учасники Олімпійських ігор, чемпіонатів і етапів кубка світу Інна Палієнко, Наталія Шерстньова, Сергій Бут, Ігор Ішутко, Максим Нескоромний.
З 2009 року працював в Росії тренером з підготовки фристайлістів. Працював з Веронікою Корсуновою і Аліною Гріднєвою, братом і сестрою Ассоль і Тимофієм Слівцями.

## Досягнення
- Заслужений тренер СРСР.
- Заслужений тренер України